# Freycinetia hemsleyi
Freycinetia hemsleyi är en enhjärtbladig växtart som beskrevs av Otto Warburg. Freycinetia hemsleyi ingår i släktet Freycinetia och familjen Pandanaceae. Inga underarter finns listade.